# Galerus (Kopfbedeckung)

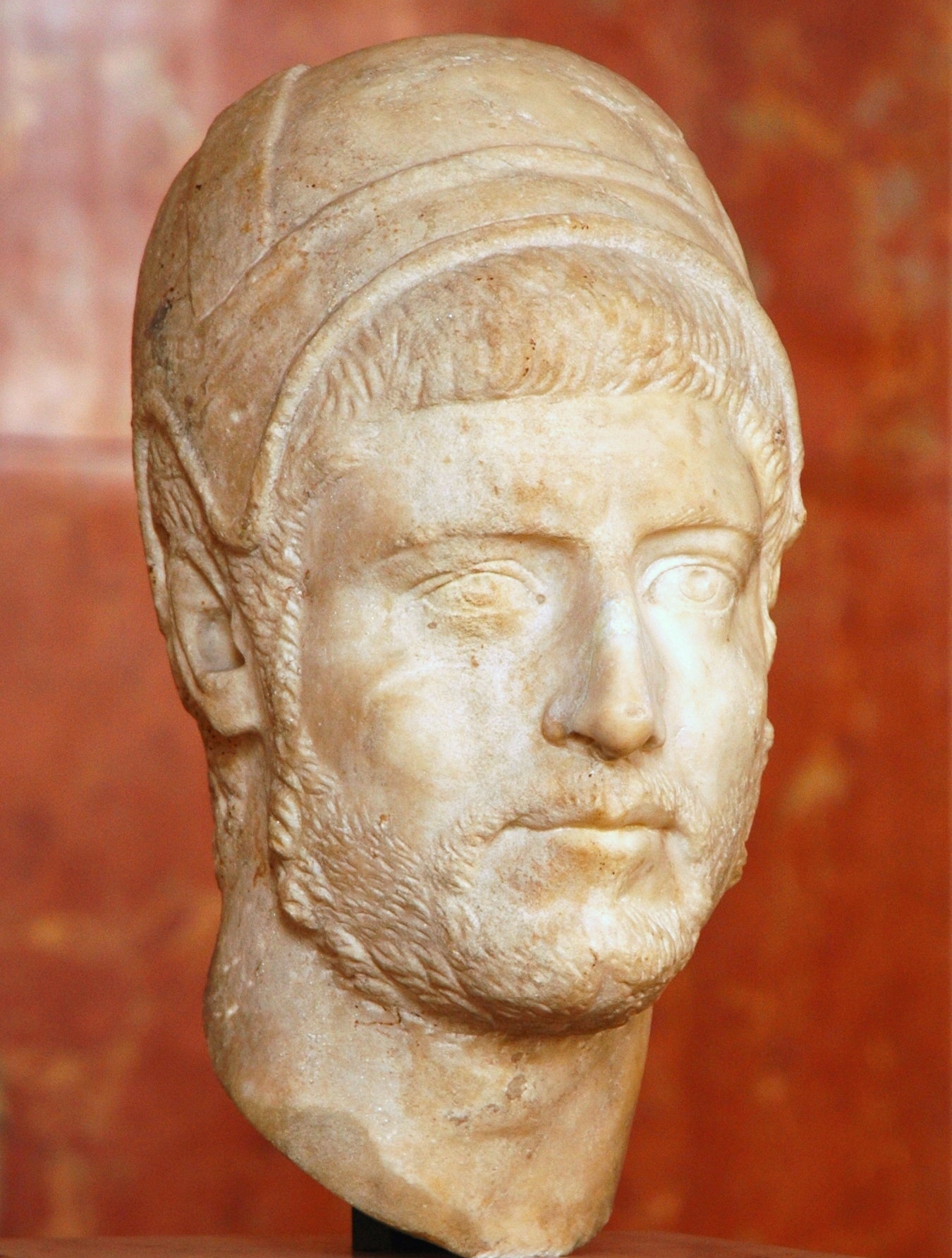
Flamen mit Galerus (Louvre, Paris)

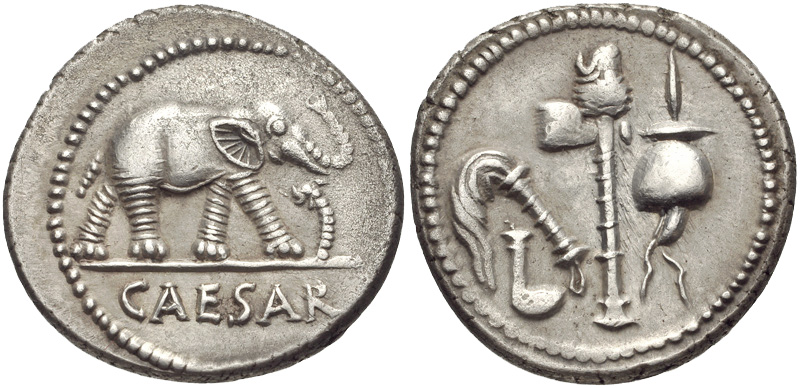
Denar Caesars, auf dem Revers Priestergerätschaften, rechts Galerus mit Apex.

Galerus (auch Galerum) bezeichnete in der römischen Antike eine Kappe aus Fell, speziell die von den Priestern im römischen Staatskult, den Flamines und den Salii, getragene Art. Diese hatten die Form einer eng anliegenden Kappe mit einem unter dem Kinn zu bindenden Halteband und Ausschnitten für die Ohren. Sie wurden aus dem Fell eines Opfertieres gefertigt.
Dazu gehörte ein in einem Knopf endender, aus Ölbaumholz geschnitzter stabartiger Aufsatz, der Apex. Manchmal wurde auch die ganze Kopfbedeckung pars pro toto als Apex bezeichnet.
Außerdem bezeichnete Galerus auch eine Perücke.
Albogalerus (aus albus „weiß“ und galerus) ist die Kappe des Flamen Dialis, die aus dem weißen Fell eines Schlachtopfers für Jupiter hergestellt wurde.
Dem Flamen Dialis war es verboten, ohne Galerus und Apex das Haus zu verlassen, oder sie unter freiem Himmel abzulegen.
Nach Valerius Maximus wurde ein Priester aus dem Kollegium ausgestoßen, weil ihm während der Opferhandlung die Kappe herabgefallen war.
Der ebenfalls als Kopfbedeckung von Priestern erwähnte Tutulus dürfte eine eher konische Form gehabt haben, da er mit einer meta („Kegel“ oder „Pyramide“) verglichen wird.